# 什字乡
什字乡，是中华人民共和国宁夏回族自治区固原市西吉县下辖的一个乡镇级行政单位。

## 行政区划
什字乡下辖以下地区：
什字村、谢寨村、杨家庄村、黄沟村、南台村、唐庄村、李庄村、温唐村、北台村、马家沟村、保卫村、新店村、山庄村、玉丰村、余家堡子村和李海村。